# Arcuphantes hamadai
Arcuphantes hamadai là một loài nhện trong họ Linyphiidae.
Loài này thuộc chi Arcuphantes. Arcuphantes hamadai được Ryoji Oi miêu tả năm 1979.